# Kotosh
Kotosh Peru egyik fontos régészeti lelőhelye. Az ország középső részén, Huánuco megye székhelyétől, Huánucótól néhány kilométerre nyugatra fekvő területen az amerikai földrész egyik legrégebbi, i. e. 2000 körül épült templomát tárták fel, és itt találták meg Peru ma ismert legrégebbi szobrát is, amely két keresztbe tett kezet ábrázol. Feltárásán többen is dolgoztak, többek között a Tokiói Egyetem munkatársa, Izumi Szeiicsi.

## Története
Az egykori település történetét a tudósok hat korszakra osztották: i. e. 2000-től i. e. 1500-ig tartott a Mito, i. e. 1500–1000-ig a Wairajirca, i. e. 1000–700-ig a Kotosh, i. e. 700–250-ig a Chavín, i. e. 250–i. sz. 1-ig a Sajarapatac, onnantól kezdve pedig az Higueras.
A Mito korszakban épültek fel a terület első templomai. Ebből a korszakból származó, hasonló templomokat Peru más területein is feltártak: közös jellemzőjük, hogy kis alapterületűek (a kotoshi a maga 88 m²-ével még nagynak számít), kör vagy négyszög alaprajzúak, egyetlen bejáratuk van, és középen egy körülbelül egy lépcsőfoknyit bemélyített rész található bennük. A vallási szertartások alkalmával itt rakták a tüzet, amelyet néhány személy ült körbe, és amelyben valószínűleg növényi eredetű tárgyakat áldoztak fel. Az égéshez szükséges levegőt egy kis, kívülről a padló alatt bevezető cső biztosította. Néhány ilyen templomnak nem voltak falai (vagy nem találták meg a régészek), soknak pedig a falai kis fülkékkel voltak díszítve. Kotoshban a Mito korszakban három templom is állt, de nem egyszerre: amikor a régi „elhasználódott”, szertartás kíséretében betemették, és egy újat építettek fölé. Egy ilyen „temetés” alkalmával először finom folyami homokkal töltötték másfél méteres magasságig, majd magasságának hátralevő részét földdel és kővel fedték be. Erre 60 centi barnaföld jött, amelyben egyúttal ki is alakították az új templom tűzhelyét és szellőzőjét. Ezt még egy réteg hamuval is felszórták, szimbolizálva, hogy az új épület a régi hamvaiból jön létre, majd újabb réteg barnafölddel készítették el a tűzhely körüli emelt padlószintet, végül pedig új falakat és tetőt emeltek.
A legrégebbi az úgynevezett fehér templom, amely nevét fehérre festett falairól kapta, a következő a keresztbe tett kezek temploma, ahol Peru ma ismert legrégebbi szobrát találták, amely két keresztbe tett kezet ábrázol, a harmadik pedig a kis fülkék temploma volt. Ma a fölső templomból nem maradt semmi, a középső keresztbe tett kezek templomát rekonstruálták. Ez közel négyzet alaprajzú (9,5 méter hosszú és 9,3 méter széles), falai pedig 2,4–2,8 méter magasak lehettek. Ezeket a falakat sárgás-fehéres agyaggal vonták be, és trapéz alakú, zárt ajtókat mintázó fülkékkel díszítették.
A Wairajirca korszakban, amikor már a kerámia is megjelent, az eddigi templomokat elhagyták, és új házakat építettek Kotosh lakói számára. Az ezután következő, úgynevezett Kotosh korszakot azért különítik el, mert ekkorra új stílus jelent meg a kerámiákban. Ezen korszak végén, i. e. 700 körül megsemmisítették a régi épületeket, és új, nagy házakat emeltek, valamint ismét új, ezúttal a Chavín de Huántar-i hoz hasonló kerámiadíszítések jelentek meg: innen az új korszak Chavín elnevezése. I. e. 250-től kezdve a helyi stílus eltávolodott a chavínitól, majd az évezred fordulója táján a lakók elhagyták Kotosht, és új helyre költöztek.

## Képek

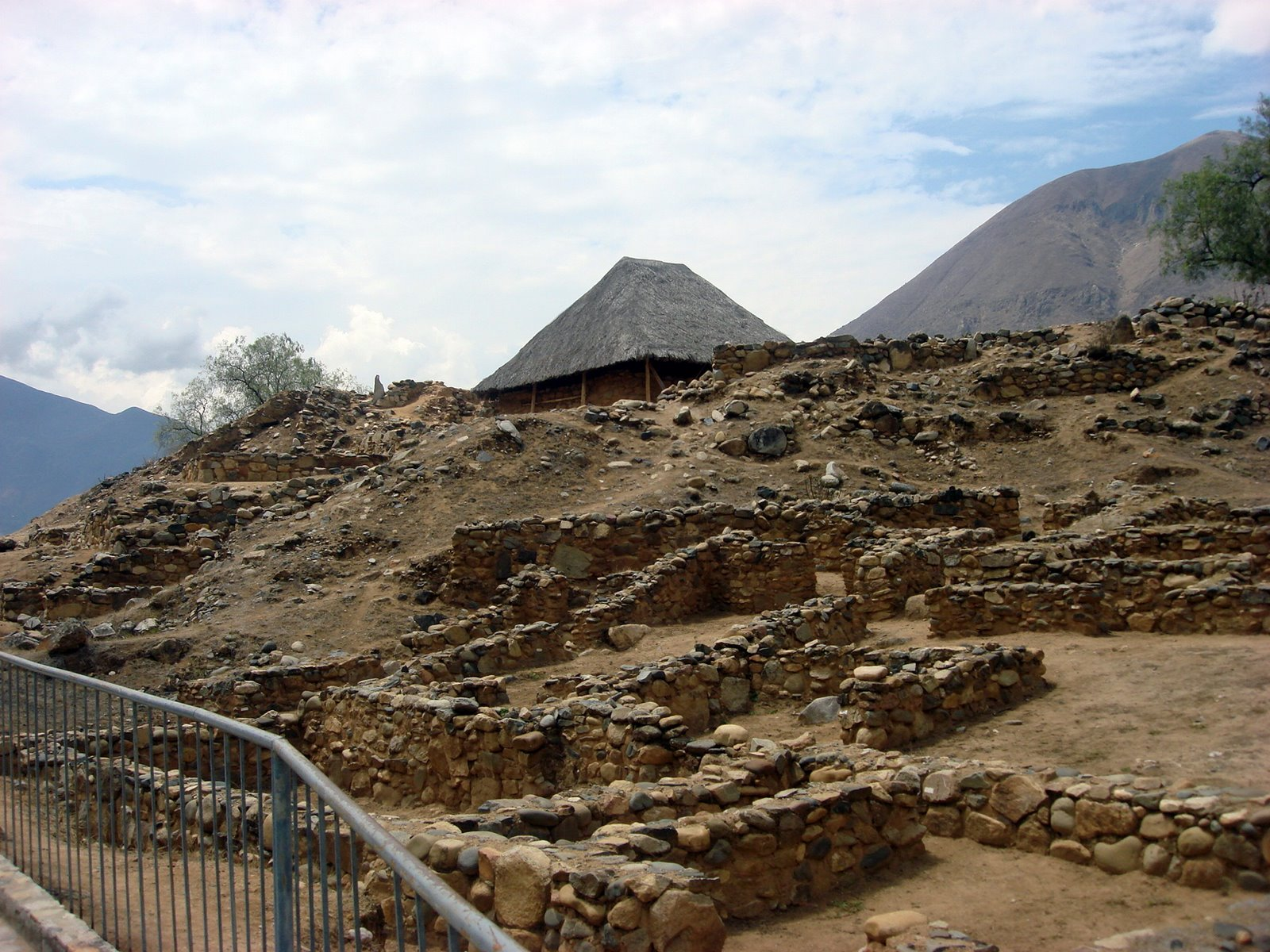
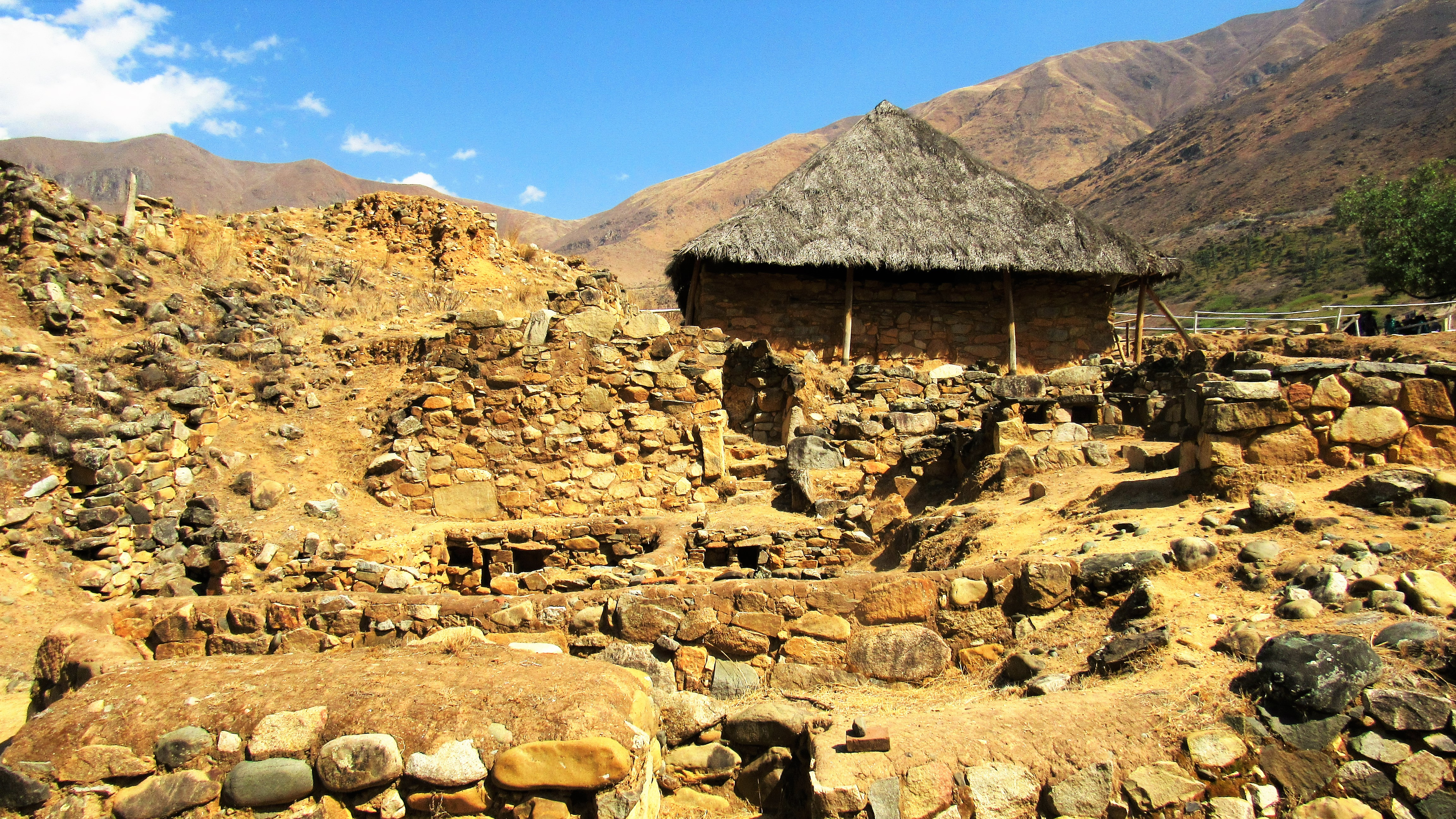
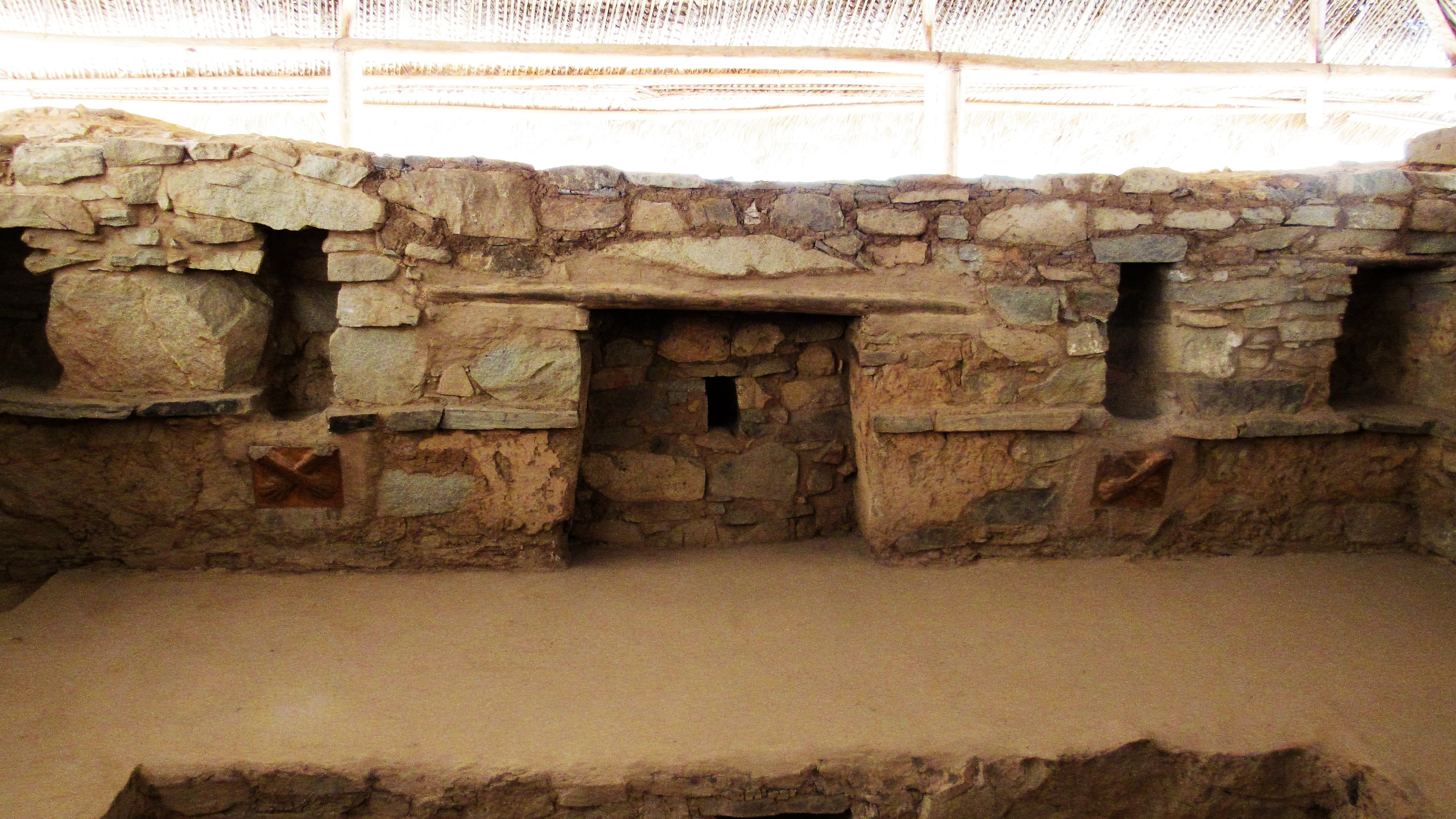
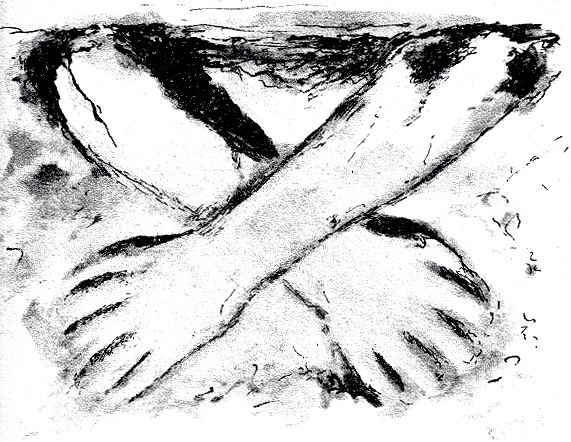